# 托妻献子
托妻献子是传统对口相声节目。近年表演此作品者多为民间艺人，以北京德云社为最盛。郭德纲、于谦组合作品堪称经典。

## 相声情节
主要情节为对友谊的谈论。整个节目围绕中国俗语“一贵一贱，交情乃现；一死一生，乃见交情；穿房过屋，妻子不避——得有这托妻献子的交情”展开，对生活中对朋友不忠诚、不真诚的人进行了辛辣的讽刺。
首先，逗哏演员通过垫话提出上述俗语，然后在捧哏演员的要求下详细讲解。
逗哏演员以自己捧哏演员为例，讲解“一贵一贱，交情乃现”。一般逗哏演员为贫贱者，捧哏演员为富贵者。但在表演中，捧哏演员被丑化嘲弄。
然后，逗哏演员以自己和捧哏演员为例，讲解“一死一生，乃见交情”。一般逗哏演员为生者，捧哏演员为死者。捧哏演员再次被作弄嘲讽。
最后，逗哏演员继续讲解“托妻献子”。以捧哏演员妻子为例，讲述捧哏演员因急事离家后，自己如何对其妻的照顾——其中不乏暧昧之词。待捧哏演员归家后，妻子已经有了孩子。然后二人在最后的冲突中结束表演。
如果时间充裕，在“一贵一贱，交情乃现”前，还有“鸟随鸾凤飞腾远，人伴贤良品自高”的包袱。

## 备注
1. ↑  这两句的出处：司馬遷. . .  [-61].